# Бабенко Іван Олександрович
Іва́н Олекса́ндрович Бабе́нко (нар. 19 жовтня 1935, м. Київ - 2013, м. Харків) — харківський художник. Живописець, графік, плакатник. Працює в жанрах тематичної картини, портрета, пейзажу, натюрморту. Член Спілки журналістів України (1974). Член Національної Спілки художників України (1990).

## Життєпис
Народився 19 жовтня 1935 року, в місті Київ. Первинну фахову освіту здобув Харківському державному художньому училищі, який закінчив у 1966 р. Другу вищу освіту здобував в Українському поліграфічному інституті імені Івана Федорова у м. Львові, який успішно у 1972 р.
Починаючи з 1991 року працює на посаді доцента в Харківській державній академії міського господарства. Бере активну участь у виставках різного рівня, починаючи з 1966 р. — це республіканські і всесоюзні виставки. У міжнародних виставках бере участь починаючи з 1972 р. В закордонних виставках художник бере участь з 1977 р. Його картини експонувались в наступних країнах: Чехословаччина, Угорщина, Болгарія і Польща.
 Персональні виставки митця проводилися  в м. Харків в наступних роках (1975, 1966, 2000 рр.) та у  Москві в 1993 р.

## Основні твори
- «Солдатки. 43-й рік», (1966);
- «В рідну бригаду» (1970);
- «Портрет доярки», (1977);
- «Мала Земля. Комісар», (1978);
- «Обжинки», (1982);
- «Портрет Героя Соціалістичної Праці І. Бабанського», (1983);
- «На мирної ниві», (1983—1984);
- «Осінь під Москвою» (1986);
- «Портрет художника М. Середченка», (1987);
- «Очікування. Тисячі дев'ятсот сорок п'ять», «Другий ешелон», (1989);
- «Хлібороб», (1989);
- «Золота осінь» (1990);
- «Портрет професора», (1990);
- «Польові квіти» (1992);
- «Світлий день», «Весна іде», (1994);
- «На Полтавщині» (1995);
- «Березень», (1996);
- «Радісний день. Весна»(1996);
- «Вечерний звон», (1999).

Художні твори зберігаються в Міністерстві культури України, Національному музеї міста Єйськ (РФ).